# Peppe Öhman

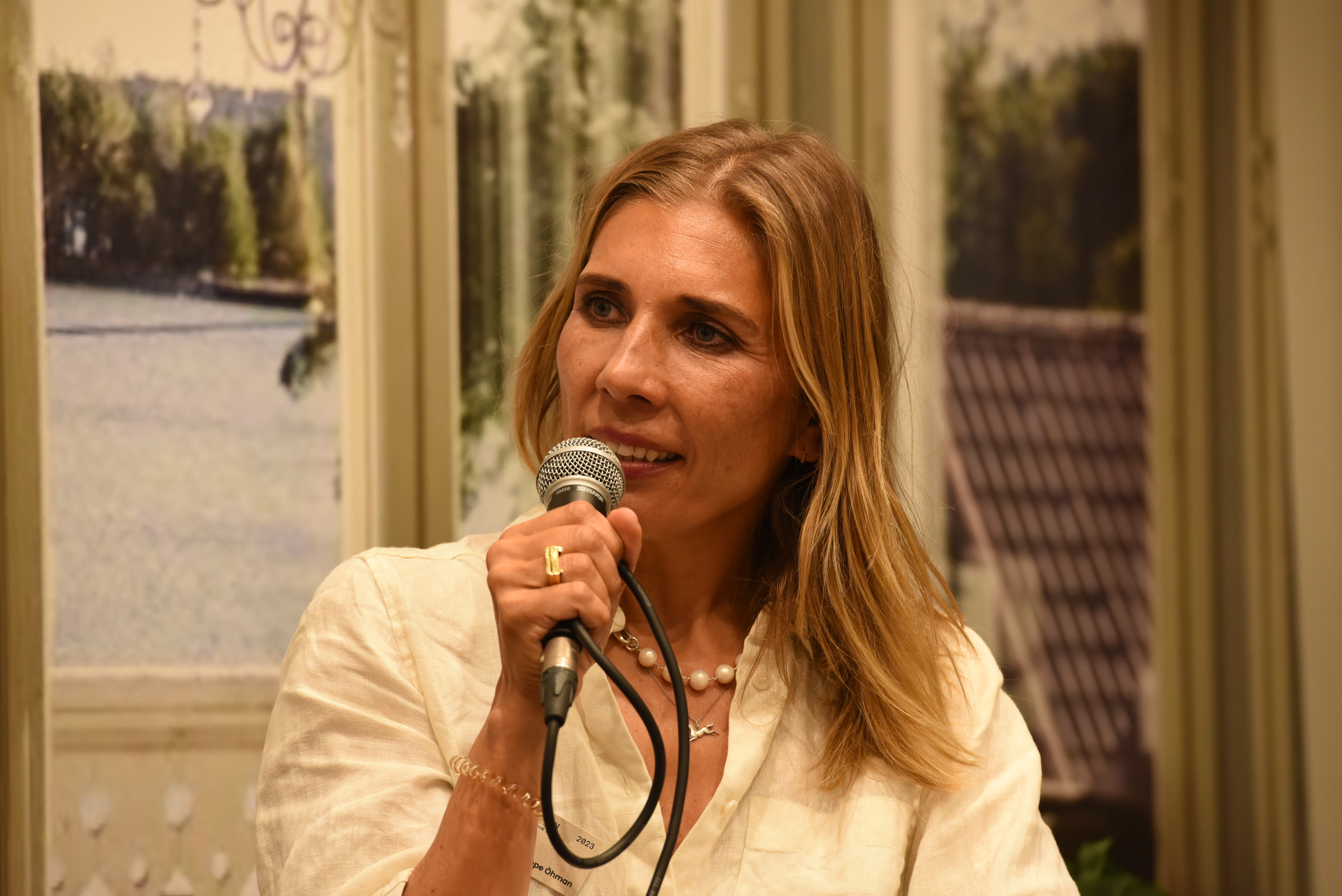
Peppe Öhman auf der Göteborger Buchmesse 2023

Peppe Öhman, eigentlich Jeanette Öhman (geb. 1976 in Helsinki) ist eine finnlandschwedische Schriftstellerin. 

## Leben und Wirken
Peppe Öhman wurde im zweisprachigen Helsingfors (finnisch Helsinki) geboren. Seit 2005 bloggt sie auf Schwedisch zu verschiedenen Themen. Am bekanntesten ist ihr Blog Livet & L.A. („Das Leben & L.A.“), in dem sie über Feminismus, Bücher und Familie schreibt. Sie produziert außerdem Pods und leitet seit 2021, zusammen mit Cecilia Blankens und Johanna Swanberg, den Pod Skåpet („Der Schrank“).
Als Schriftstellerin debütierte Öhman 2011 mit dem von Schildts & Söderströms verlegten Buch Livet och barnet („Das Leben und das Kind“). Aus ihrer eigenen Perspektive als Mutter reflektiert sie, teilweise scherzhaft, über die in Finnland weiterhin unvollständige Gleichstellung der Geschlechter. Ihr erster Roman, Vackra människor („Schöne Menschen“), erschien bei selben Verlag 2014. Sie hat auch Kinderbücher geschrieben.
Als Journalistin hat sie unter anderem für das schwedischsprachige Hufvudstadsbladet gearbeitet. Sie lebt zusammen mit ihrem Mann Magnus Silfvenius Öhman und zwei Kindern in Santa Monica.

## Veröffentlichungen
- Livet och barnet, Schildts & Söderströms (2011)
- Vackra människor, Schildts & Söderströms (2014)
- Livet & patriarkatet, Schildts & Söderströms (2016)
- Mitt Los Angeles, Karavan förlag (2017)
- Monster på toaletten och andra historier om Kim, Tactic (2017)
- The Diamond Year – början på resten av ditt liv (mit Hannah Widell und Amanda Schulman)  Harper Collins Nordic (2018)
- Ett himla tjat om hästar, Schildts & Söderströms (2019)
- Den lilla arga boken, Harper Collins Nordic (2019)
- En dag, Jennifer, Harper Collins Nordic (2019)
- En gång om året, Norstedts förlag (2022)